# 7816 Hanoi
7816 Hanoi este un asteroid care intersectează orbita planetei Marte.

## Descriere
7816 Hanoi este un asteroid care intersectează orbita planetei Marte. Asteroidul prezintă o orbită caracterizată de o semiaxă mare de 2,31 ua, o excentricitate de 0,29 și o înclinație de 2,4° în raport cu ecliptica.